# Gusztáv Emich
Gusztáv Emich von Emőke (* 3. November 1866 in Pest; † 10. Juli 1927 in Budapest) war ein ungarischer Diplomat, Politiker und Handelsminister.

## Leben
Nach handelspolitischen Studien in Ungarn, Deutschland und Paris wurde Emich 1888 Beamter des k.u. Ministeriums für Ackerbau, Industrie und Handel. Als Mitglied der der Liberalen Partei (Szabadelvű Párt) war er von 1884 bis 1892 Reichstagsabgeordneter für den Wahlkreis Szászváros im Komitat Hunyad. Ab 1905 repräsentierte er die Regierung Ungarns auf mehreren Kongressen im Ausland und war Regierungskommissar der Budapester Börse. Von 28. März bis 19. Juli 1920 war er in der Regierung von Sándor Simonyi-Semadam Handelsminister. 1920 erlangte er zwar ein Mandat für die Nationalversammlung (nemzetgyűlés), legte dieses jedoch nach Berufung zum Botschafter in Berlin ab. 